# 載鈞
貝子載鈞（1818年3月23日—1857年8月5日），愛新覺羅氏，榮親王系第四代貝勒奕繪長子，母嫡福晋赫舍里氏，其父為福勒洪阿，榮親王系第五代。
他在嘉慶二十三年二月（1818年）出生，道光八年十月（1828年）清廷賞賜他戴花翎，十年後的十月（1838年）接替父親成為榮親王第五代，但因為榮親王並非世襲罔替的爵位，因此他的封爵只是貝子。
道光、咸豐年間，他被派往守護清東陵及清西陵，到咸豐七年六月（1857年），他去世，虛齡四十岁，由養子溥楣襲封榮親王系第六代，再遞降為奉恩鎮國公。